# Wassili Wassilew
Wassili Wassilew (bulgarisch Васили Василев; * 18. Juni 1981 in Sofia) ist ein bulgarischer Eishockeyspieler, der seit 2015 für den SK Irbis-Skate aus Sofia in der bulgarischen Eishockeyliga spielt.

## Karriere
Wassili Wassilew spielte in seiner Karriere vor allem für Klubs aus seiner Geburtsstadt Sofia. Er begann beim HK Slawia Sofia, für den er in der Spielzeit 2004/05 in der bulgarischen Eishockeyliga debütierte und gleich in seiner ersten Saison den bulgarischen Meistertitel erringen konnte. 2006 wechselte er zu Akademik Sofia und konnte dort 2007 seinen zweiten Meistertitel und zudem auch den Pokalwettbewerb gewinnen. Bereits parallel zu seinen Einsätzen für Akademik spielte er für den İstanbul Paten SK in der türkischen Superliga, wo er von 2007 bis 2009 ausschließlich aktiv war. Anschließend kehrte er nach Sofia zurück und spielte dort nacheinander für den HK Lewski Sofia, den HK NSA Sofia und erneut für Slawia. Seit 2015 steht er für den SK Irbis-Skate, der ebenfalls in Sofia beheimatet ist, auf dem Eis und gewann mit dem Klub 2016, 2017 un 2019 erneut die bulgarische Meisterschaft.

### International
Im Juniorenbereich spielte Wassilew bei der U18-D-Europameisterschaft 1998 und der U18-Weltmeisterschaft der Europa-Division 2 1999 sowie der U20-D-Weltmeisterschaft 1999 und der U20-Weltmeisterschaft der Division III 2001.
Mit der bulgarischen Nationalmannschaft der Herren nahm Wassilew an den Weltmeisterschaften 2004, 2005, 2006, 2007, 2008, 2009, 2010, 2011 und 2012 in der Division II teil. Bei den Weltmeisterschaften 2017 und 2019 spielte er in der Division III. Zudem vertrat er seine Farben bei den Qualifikationsturnieren für die Olympischen Winterspiele in Turin 2006, in Vancouver 2010 und in Pyeongchang 2018.

## Erfolge und Auszeichnungen
- 2005 Bulgarischer Meister mit dem HK Slawia Sofia
- 2007 Bulgarischer Meister und Pokalsieger mit Akademik Sofia
- 2016 Bulgarischer Meister mit dem SK Irbis-Skate
- 2017 Bulgarischer Meister mit dem SK Irbis-Skate
- 2019 Bulgarischer Meister mit dem SK Irbis-Skate

### International
- 2019 Aufstieg in die Division II, Gruppe B bei der Weltmeisterschaft der Division III